# Nang Kwak
Pour les articles homonymes, voir Kwak.

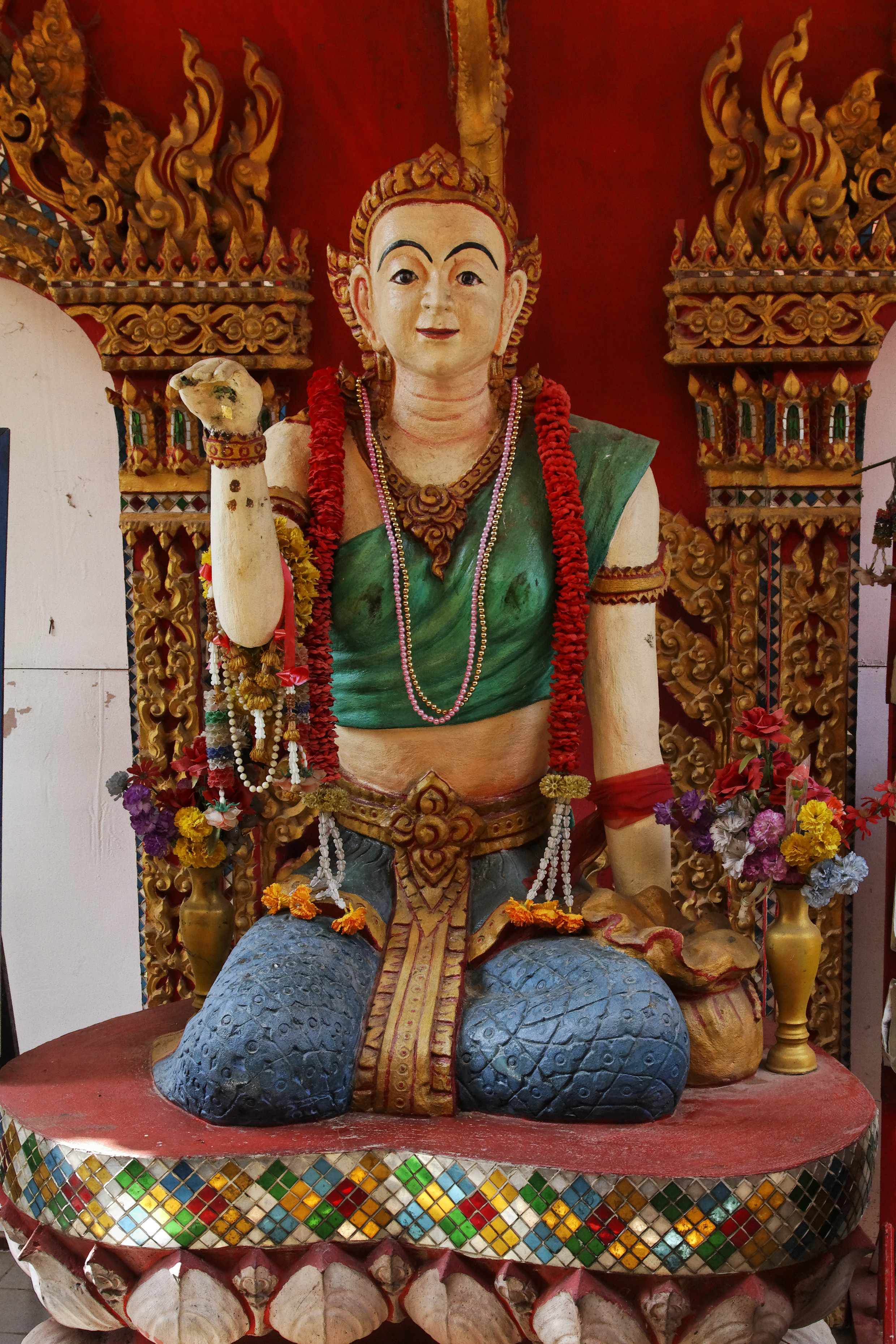
Nang Kwak au Wat Phra That Ruang Rong, Province de Sisaket, Thaïlande

Nang Kwak, dont la traduction littérale est « femme attirante », est la déesse thaïlandaise de la richesse. Sa statue ou sa représentation graphique se trouvent souvent dans les commerces de Thaïlande. Elle salue de la main droite pour attirer la fortune, telle une invitation silencieuse aux passants, clients potentiels. 
Par le passé, les statues de Nang Kwak étaient en ivoire, en bronze, en argile, en bois (notamment en bois de figuier), parfois en laque noir doré à la feuille ; de nos jours, ces statuettes sont en plastique ou en plâtre. Les statues anciennes portaient également des inscriptions magiques sur les mains, les seins, le front et le dos, l'ensemble formant l'expression bhogam jana du sa ma ni (trésor du cœur).